# وندرنگا
وندرنگا (به لاتین: Wędrynia) یک روستا در لهستان است که در گمینا لاسوویتسه ویلکیه واقع شده‌است. وندرنگا ۴۷۶ نفر جمعیت دارد.